# Recebedores da Cruz de Cavaleiro da Cruz de Ferro: N
A Cruz de Cavaleiro da Cruz de Ferro (em alemão:  Ritterkreuz des Eisernen Kreuzes) foi a maior condecoração militar concedida pela Alemanha Nazi durante a Segunda Guerra Mundial. Era concedida a militares de todas as patentes, deste um soldado até um Marechal de Campo e por diversos motivos que incluíam os atos de bravura de um soldado em batalha, um piloto de caça por ter abatido um número significativo de aeronaves inimigas e o hábil comando das tropas durante a batalha. Os condecorados eram enaltecidos pela propaganda alemã, tendo eles recebido grande atenção por parte da publicidade. Eram vendidos, por exemplo, porta retratos com as fotos dos últimos condecorados. Eles ainda eram convidados a discursar aos trabalhadores das fábricas envolvidas no esforço de guerra.
Desde a sua primeira condecoração concedida no dia 30 de setembro de 1939, até a sua última condecoração no dia 17 de junho de 1945, ela foi entregue a 7321 soldados. O número de condecorados é baseado na análise da comissão dos Recebedores da Cruz de Cavaleiro (AKCR). Foi concedida para os três ramos da Wehrmacht: Heer (exército terrestre alemão), Luftwaffe (força aérea) e Kriegsmarine (marinha) além da Waffen-SS, Reichsarbeitsdienst (serviço de trabalho do Reich) e Volkssturm (milícia nacional). Além dos soldados alemães, a condecoração também foi concedida para 43 estrangeiros, aliados do Terceiro Reich.
Walther-Peer Fellgiebel, que foi o ex-presidente e chefe da comissão de ordem do AKCR, escreveu um livro no ano de 1986 onde listou os condecorados com a Cruz de Cavaleiro, intitulado: Die Träger des Ritterkreuzes des Eisernen Kreuzes 1939–1945 — Die Inhaber der höchsten Auszeichnung des Zweiten Weltkrieges aller Wehrmachtsteile — Os portadores da Cruz de Cavaleiro da Cruz de Ferro 1939-1945 - Os proprietários do maior prêmio da Segunda Guerra Mundial de todos os ramos da Wehrmacht. Lançou a segunda edição de seu livro no ano de 1996, onde retirou 11 condecorados da lista original. Já o autor e historiador Veit Scherzer lançou tem dúvida sobre a condecoração de 193 dos listados, a maioria destes condecorados no ano de 1945, quando os acontecimentos dos últimos dias do Terceiro Reich deixaram um número de indicações incompletas e até várias fases do processo de aprovação estavam incompletas. O livro escrito por Scherzer foi em cooperação com o Arquivo Federal da Alemanha. Este livro foi escolhido pelo professor Dr. Franz W. Seidler para a Universidade da Bundeswehr de Munique e Deutsche Dienststelle (WASt), sendo considerado como uma referência aceita nestes dois lugares.

## Criação
A Cruz de Cavaleiro da Cruz de Ferro e seus graus mais altos foram baseados em quatro diferentes decretos. O primeiro decreto Reichsgesetzblatt I S. 1573 de 1 de setembro de 1939 instituiu a Cruz de Ferro (Eisernes Kreuz) e Cruz de Cavaleiro da Cruz de Ferro e a Grande Cruz da Cruz de Ferro (Großkreuz des Eisernen Kreuzes). O segundo artigo do decreto especifica que para ser condecorado com uma classe superior deveria ser primeiramente condecorado com todas as classe precedentes. Com o progresso da guerra, alguns do condecorados foram se destacando, sendo necessária um novo grau da condecoração, sendo então instituído no dia 3 de junho de 1940 o decreto Reichsgesetzblatt I S. 849 que criou a Cruz de Cavaleiro da Cruz de Ferro com Folhas de Carvalho.
Foram criados no dia 28 de setembro de 1941 dois graus da Cruz de Cavaleiro com o decreto Reichsgesetzblatt I S. 613, a Cruz de Cavaleiro da Cruz de Ferro com Folhas de Carvalho e Espadas Ritterkreuz des Eisernen Kreuzes mit Eichenlaub und Schwertern e a Cruz de Cavaleiro da Cruz de Ferro com Folhas de Carvalho, Espadas e Diamantes Ritterkreuz des Eisernen Kreuzes mit Eichenlaub, Schwertern und Brillanten. No final de 1944 o último grau da Cruz de Cavaleiro, a Cruz de Cavaleiro da Cruz de Ferro com Folhas de Carvalho Douradas, Espadas e Diamantes Ritterkreuz des Eisernen Kreuzes mit goldenem Eichenlaub, Schwertern und Brillanten a condecoração foi criada com o decreto Reichsgesetzblatt 1945 I S. 11 de 29 de dezembro de 1944.

## Condecorados
Aqui estão listados 145 condecorados com a Cruz de Cavaleiro da Cruz de Ferro da Wehrmacht e Waffen-SS, cujos sobrenomes se iniciam com a letra "N", estando ordenados em ordem alfabética pelo sobrenome. Destes, nove foram mais tarde condecorados com a Cruz de Cavaleiro da Cruz de Ferro com Folhas de Carvalho, quatro com a Cruz de Cavaleiro da Cruz de Ferro com Folhas de Carvalho e Espadas e um com a Cruz de Cavaleiro da Cruz de Ferro com Folhas de Carvalho, Espadas e diamantes; oito condecorações foram feitas de maneiro póstuma. Foram condecorados 103 membros do Heer, 34 da Luftwaffe, 3 da Kriegsmarine e 5 da Waffen-SS.
| Nome                              | Serviço      | Patente                              | Ocupação e unidade                                                                                     | Data de condecoração    | Notas | Imagem |
| --------------------------------- | ------------ | ------------------------------------ | --- | ----------------------- | --- | ------ |
| Heinz Nacke                       | Luftwaffe    | Hauptmann                            | Staffelkapitän do 6./Zerstörergeschwader 76                                                            | 2 de novembro de 1940   | — | —      |
| Rudolf Nacke                      | Luftwaffe    | Stabsfeldwebel                       | Piloto no III./Kampfgeschwader 76                                                                      | 23 de julho de 1941     | — | —      |
| Kurt Naderwitz                    | Heer         | Oberleutnant                         | Chief do 1./Panzergrenadier-Regiment 112                                                               | 1 de janeiro de 1944    | — | —      |
| Werner Nadolski                   | Luftwaffe    | Oberleutnant                         | Chief do 3./Flak-Regiment 61 (motorizado)                                                              | 31 de dezembro de 1943  | — | —      |
| Wilhelm Nädele                    | Heer         | Major                                | Comandante do II./Grenadier-Regiment 460                                                               | 4 de novembro de 1943   | — | —      |
| Walter Näfe                       | Heer         | Oberfeldwebel                        | Líder de pelotão no 5./Grenadier-Regiment 232                                                          | 4 de outubro de 1944    | — | —      |
| Alfred Nähring                    | Heer         | Major                                | Líder do Panzergrenadier-Regiment 73                                                                   | 4 de outubro de 1944    | — | —      |
| Helmut Nagel                      | Heer         | Oberfeldwebel                        | Líder de pelotão no 2./Grenadier-Regiment-Gruppe 163                                                   | 15 de março de 1944     | — | —      |
| Willy Nagel                       | Heer         | Oberst                               | Comandante do Grenadier-Regiment 131                                                                   | 12 de junho de 1944     | — | —      |
| Georg Nagengast                   | Heer         | Major                                | Comandante do II./Grenadier-Regiment 119 (motorizado)                                                  | 28 de novembro de 1943  | — | —      |
| Karl-Heinz Najock                 | Luftwaffe    | Oberleutnant                         | Piloto e Observador no 1.(H)/Aufklärungs-Gruppe 5                                                      | 28 de abril de 1945     | — | —      |
| Bruno Namyslo                     | Heer         | Oberfeldwebel                        | Líder de pelotão no 6./Jäger-Regiment 49                                                               | 4 de maio de 1944       | — | —      |
| Werner Naseband                   | Heer         | Hauptmann                            | Comandante do I./Grenadier-Regiment 451                                                                | 28 de janeiro de 1943   | — | —      |
| Walter Nass                       | Heer         | Oberstleutnant                       | Comandante do Grenadier-Regiment 937                                                                   | 30 de setembro de 1944  | — | —      |
| Oldwig von Natzmer                | Heer         | Oberst im Generalstab                | Ia (oficial de operações) do Panzergrenadier-Division "Großdeutschland"                                | 4 de setembro de 1943   | — | —      |
| Herbert Nau                       | Kriegsmarine | Kapitänleutnant                      | Chief do 10. Räumbootflottille                                                                         | 11 de julho de 1944     | — | —      |
| Herbert Naue                      | Heer         | Leutnant da reserva                  | Líder do 2./Infanterie-Regiment 178                                                                    | 13 de julho de 1940     | — | —      |
| Hans-Jörg Naumann                 | Heer         | Hauptmann                            | Comandante do Feldersatz-Bataillon 172 do 72 Infanterie-Division                                       | 12 de novembro de 1943* | Morto em combate 13 de outubro de 1943                                                                                | —      |
| Helmut Naumann                    | Luftwaffe    | Oberleutnant                         | Staffelkapitän do 3./Sturzkampfgeschwader 3                                                            | 22 de junho de 1941     | — | —      |
| Horst Naumann                     | Heer         | Unteroffizier                        | Líder de armas do 3./Sturmgeschütz-Abteilung 184                                                       | 4 de janeiro de 1943    | — | —      |
| Johannes Naumann                  | Luftwaffe    | Hauptmann                            | Gruppenkommandeur do II./Jagdgeschwader 6                                                              | 9 de novembro de 1944   | — | —      |
| Werner Nebe                       | Heer         | Major                                | Comandante do I./Schützen-Regiment 59                                                                  | 14 de dezembro de 1941  | — | —      |
| Peter Nebel                       | Heer         | Oberleutnant                         | Chief do 3./Sturmgeschütz-Abteilung 177                                                                | 27 de março de 1942     | — | —      |
| Leonhard Nechansky                | Heer         | Oberleutnant da reserva              | Chief do 1./Grenadier-Regiment 131                                                                     | 20 de janeiro de 1943*  | Morto em combate 4 de dezembro de 1942                                                                                | —      |
| Hanns-Horst von Necker            | Luftwaffe    | Oberst                               | Comandante do Fallschirm-Panzergrenadier-Regiment 2 "Hermann Göring"                                   | 24 de junho de 1944     | — | —      |
| Walther Nehring+                  | Heer         | Generalmajor                         | Comandante do 18. Panzer-Division                                                                      | 24 de julho de 1941     | 383. Folhas de Carvalho 8 de fevereiro de 1944 124th Espadas 22 de janeiro de 1945                                    |        |
| Franz Neibecker                   | Heer         | Oberst                               | Comandante do Infanterie-Regiment 227                                                                  | 16 de fevereiro de 1942 | — | —      |
| Hans Neidhöfer                    | Heer         | Hauptmann da reserva                 | Líder do II./Grenadier-Regiment 712                                                                    | 26 de dezembro de 1944  | — | —      |
| Ludwig Neigl                      | Heer         | Feldwebel                            | Deputy Líder de pelotão no Stabskompanie/schwere Panzer-Jäger-Abteilung 519                            | 27 de julho de 1944     | — | —      |
| Egon von Neindorff+               | Heer         | Generalmajor                         | Comandante da guarnição de Tarnopol                                                                    | 4 de abril de 1944      | 457. Folhas de Carvalho 17 de abril de 1944                                                                           | —      |
| Dr. Walter Neise                  | Heer         | Oberst da reserva                    | Comandante do Armeewaffenschule of Panzer AOK 4                                                        | 5 de fevereiro de 1945  | — | —      |
| Karl Neitzel                      | Kriegsmarine | Korvettenkapitän                     | Comandante do U-510                                                                                    | 27 de março de 1943     | — | —      |
| Walter Neitzel+                   | Heer         | Hauptmann                            | Líder do I./Grenadier-Regiment 409                                                                     | 2 de junho de 1943      | 576. Folhas de Carvalho 5 de setembro de 1944                                                                         | —      |
| Herbert Nelke                     | Luftwaffe    | Unteroffizier                        | Líder de armas do 1./Flak-Regiment 23 (motorizado)                                                     | 4 de julho de 1940      | — |        |
| Heinrich Nelles                   | Heer         | Feldwebel                            | Líder de pelotão no 4./Grenadier-Regiment 698                                                          | 10 de setembro de 1944  | — | —      |
| Ludwig Nemecek                    | Luftwaffe    | Oberleutnant                         | Observador no 3.(F)/Aufklärungs-Gruppe 122                                                             | 19 de setembro de 1942  | — | —      |
| Willi Nemitz                      | Luftwaffe    | Oberfeldwebel                        | Piloto no 4./Jagdgeschwader 52                                                                         | 24 de março de 1943     | — | —      |
| Gerhart Nemnich                   | Heer         | Hauptmann                            | Comandante do Panzer-Pionier-Bataillon 19                                                              | 15 de julho de 1943     | — | —      |
| Günther Nentwig                   | Heer         | Major                                | Comandante do I./Artillerie-Regiment 295                                                               | 21 de janeiro de 1942   | — | —      |
| Karl Nestle                       | Heer         | Feldwebel                            | Líder de pelotão no 7./Grenadier-Regiment 35 (motorizado)                                              | 17 de agosto de 1943*   | Morto em combate 30 de julho de 1943                                                                                  | —      |
| Helmut Neuber                     | Heer         | Stabsfeldwebel                       | Líder de pelotão no 2./Grenadier-Regiment 176                                                          | 25 de janeiro de 1945   | — | —      |
| Frank Neubert                     | Luftwaffe    | Oberleutnant                         | Staffelkapitän do 2./Sturzkampfgeschwader 2 "Immelmann"                                                | 22 de junho de 1941     | — | —      |
| Karl Neubert                      | Heer         | Major                                | Comandante do Ski-Jäger-Bataillon 1                                                                    | 4 de outubro de 1944    | — | —      |
| Rudolf Neubert+                   | Heer         | Hauptmann                            | Comandante do II./Grenadier-Regiment 32                                                                | 29 de fevereiro de 1944 | 817. Folhas de Carvalho 5 de abril de 1945                                                                            | —      |
| Rudolf Neubrandt                  | Heer         | Leutnant da reserva                  | Platoon leader in Panzer-Aufklärungs-Abteilung 37                                                      | 29 de setembro de 1940  | — | —      |
| Walther Neuer                     | Heer         | Major                                | Líder de um Kampfgruppe em Ploiești (Romênia)                                                          | 5 de novembro de 1944   | — | —      |
| Hermann Neuerburg                 | Heer         | Oberleutnant da reserva              | Líder do Divisions-Füsilier-Bataillon (A.A.) 121                                                       | 8 de fevereiro de 1944  | — | —      |
| Ernst Neufeld                     | Heer         | Oberfeldwebel                        | Líder de pelotão no 2./Kradschützen-Bataillon 40                                                       | 3 de janeiro de 1943    | — | —      |
| Karl Neufellner                   | Heer         | Oberst                               | Comandante do Artillerie-Regiment 86                                                                   | 6 de abril de 1944      | — | —      |
| Georg Neuffer                     | Luftwaffe    | Generalmajor                         | Comandante do 20. Flak-Division (motorizado)                                                           | 1 de agosto de 1943     | — | —      |
| Georg von Neufville               | Heer         | Oberst zur Verwendung (à disposição) | Comandante do Infanterie-Regiment 195                                                                  | 22 de setembro de 1941  | — | —      |
| [Dr.]Walter Neugebauer            | Heer         | Oberleutnant                         | Líder do 12./Artillerie-Regiment 12                                                                    | 16 de outubro de 1944   | — | —      |
| Josef Neuhierl                    | Heer         | Unteroffizier                        | Líder de Grupo do 8./Grenadier-Regiment 3                                                              | 17 de março de 1945     | — | —      |
| Hermann Neuhoff                   | Luftwaffe    | Leutnant                             | Staffelführer do III./Jagdgeschwader 53                                                                | 16 de junho de 1942     | — | —      |
| Karl Neuhoff                      | Luftwaffe    | Oberfeldwebel                        | Líder das tropas de choque do 6./Fallschirmjäger-Regiment 3                                            | 9 de junho de 1944      | — | —      |
| Ferdinand Neuling                 | Heer         | Generalleutnant                      | Comandante do 239. Infanterie-Division                                                                 | 28 de fevereiro de 1942 | — | —      |
| Eggert Neumann                    | Waffen-SS    | SS-Sturmbannführer da reserva        | Comandante do SS-Gebirgs-Aufklärungs-Abteilung 7 "Prinz Eugen"                                         | 3 de novembro de 1944   | — | —      |
| Ernst Neumann                     | Heer         | Hauptmann                            | Líder do Festungs-Infanterie-Bataillon XII./999                                                        | 20 de abril de 1945     | — | —      |
| Friedrich-Wilhelm Neumann         | Heer         | Generalleutnant                      | Comandante do 712. Infanterie-Division                                                                 | 16 de outubro de 1944   | — | —      |
| Dr. med. Heinrich Neumann         | Luftwaffe    | Oberstabsarzt                        | Médico das tropas do Fallschirmjäger-Sturm-Regiment                                                    | 21 de agosto de 1941    | — | —      |
| Helmut Neumann                    | Luftwaffe    | Leutnant                             | Staffelführer do 14./Jagdgeschwader 5                                                                  | 12 de março de 1945     | — | —      |
| Joachim Neumann                   | Heer         | Major                                | Comandante do I./Panzer-Artillerie-Regiment 103                                                        | 23 de fevereiro de 1944 | — | —      |
| Johannes Neumann                  | Heer         | Hauptmann da reserva                 | Chief do 8./Grenadier-Regiment 852                                                                     | 17 de setembro de 1944  | — | —      |
| Jürgen Neumann                    | Heer         | Oberleutnant                         | Chief do 1./Infanterie-Regiment 5 (motorizado)                                                         | 1 de novembro de 1941   | — | —      |
| Klaus Neumann                     | Luftwaffe    | Feldwebel                            | Piloto no 16./Jagdgeschwader 3 "Udet"                                                                  | 9 de dezembro de 1944   | — | —      |
| Otto-Karl Neumann                 | Heer         | Leutnant                             | Líder do 6./Artillerie-Regiment 126                                                                    | 5 de abril de 1945*     | Morto em combate 22 de fevereiro de 1945                                                                              | —      |
| Rudolf Neumann                    | Luftwaffe    | Hauptmann                            | Staffelkapitän do 2./Schlachtgeschwader 1                                                              | 17 de abril de 1945     | — | —      |
| Werner Neumann                    | Heer         | Oberst                               | Comandante do Grenadier-Regiment 121                                                                   | 5 de setembro de 1944   | — | —      |
| Walter Neumann-Silkow             | Heer         | Oberst                               | Comandante do 8. Schützen-Brigade                                                                      | 5 de agosto de 1940     | — | —      |
| Hans Neumayer                     | Heer         | Oberleutnant da reserva              | Chief do 12.(MG)/Grenadier-Regiment 282                                                                | 20 de janeiro de 1944   | — | —      |
| Lorenz Neumayr                    | Heer         | Gefreiter                            | Machine artilheiro do 1./Grenadier-Regiment 755                                                        | 14 de janeiro de 1945   | — | —      |
| Hans Neumeier                     | Heer         | Feldwebel                            | Líder de pelotão no 2./Panzergrenadier-Regiment 64                                                     | 6 de abril de 1944      | — | —      |
| Karl Neumeister                   | Heer         | Oberst                               | Comandante do Panzergrenadier-Regiment 1                                                               | 4 de junho de 1944      | — | —      |
| Werner Neumeyer                   | Heer         | Leutnant                             | Líder de pelotão no I./Panzergrenadier-Regiment 26                                                     | 23 de outubro de 1944   | — | —      |
| Ernst Neumüller                   | Heer         | Oberleutnant                         | Líder do 14.(Panzerjäger)/Divisions-Kampfgruppe 216                                                    | 5 de outubro de 1944    | — | —      |
| Fritz Neumüller                   | Luftwaffe    | Leutnant                             | Piloto e adjutand do II./Sturzkampfgeschwader 77                                                       | 4 de maio de 1944       | — | —      |
| Lothar Neunhoeffer                | Heer         | Major                                | Comandante do Divisions-Füsilier-Bataillon (A.A.) 292                                                  | 3 de janeiro de 1944    | — | —      |
| Kurt Nibbe                        | Heer         | Oberfähnrich                         | Líder de pelotão no 1./Pionier-Bataillon 20                                                            | 17 de março de 1945     | — | —      |
| Heinrich Nickel+                  | Heer         | Oberstleutnant                       | Comandante do III./Infanterie-Regiment 26                                                              | 16 de junho de 1940     | 543. Folhas de Carvalho 8 de agosto de 1944                                                                           | —      |
| Karl Nicolussi-Leck               | Waffen-SS    | SS-Obersturmführer                   | Chief do 8./SS-Panzer-Regiment 5 "Wiking"                                                              | 9 de abril de 1944      | — | —      |
| Horst Niederländer+               | Heer         | Hauptmann                            | Líder do I./Grenadier-Regiment 686                                                                     | 10 de fevereiro de 1943 | 491st Folhas de Carvalho 9 de junho de 1944                                                                           | —      |
| Heinrich Niedermeier              | Heer         | Leutnant da reserva                  | Líder de pelotão no 5./Gebirgsjäger-Bataillon 94                                                       | 11 de dezembro de 1943* | Morreu devido à ferimentos7 de novembro de 1943                                                                       | —      |
| Hans Niedzwetzki                  | Heer         | Feldwebel                            | Líder de Pelotão do 2./Grenadier-Regiment 23                                                           | 22 de agosto de 1943    | — | —      |
| Roman Niedzwitzki                 | Heer         | Unteroffizier da reserva             | Vorgeschobener Beobachter (observador avançado) do 12./Artillerie-Regiment 290                         | 28 de abril de 1945     | — | —      |
| Karl Niegsch                      | Heer         | Major da reserva                     | Comandante do I./Grenadier-Regiment 223                                                                | 30 de abril de 1945     | — | —      |
| Hermann Niehoff+                  | Heer         | Generalleutnant                      | Comandante da 371. Infanterie-Division                                                                 | 15 de junho de 1944     | 764. Folhas de Carvalho 5 de março de 1945 (147.) Espadas 26 de abril de 1945?                                        | —      |
| [Dr.] Heinz Niehuus               | Luftwaffe    | Hauptmann                            | Gruppenkommandeur do I./Schlachtgeschwader 77                                                          | 17 de abril de 1945     | — | —      |
| Albert Nielsen                    | Heer         | Oberwachtmeister                     | Líder de pelotão no 3./Divisions-Füsilier-Bataillon 58                                                 | 17 de março de 1945     | — | —      |
| Horst Niemack+                    | Heer         | Rittmeister                          | Comandante do Aufklärungs-Abteilung 5                                                                  | 13 de julho de 1940     | 30. Folhas de Carvalho 10 de agosto de 1941 69th Espadas 4 de junho de 1944                                           | —      |
| agosto Niemann                    | Heer         | Feldwebel                            | Líder de pelotão no 3./Pionier-Bataillon 112                                                           | 4 de maio de 1944       | — | —      |
| Eduard Niemann                    | Heer         | Oberst da reserva                    | Comandante do Artillerie-Regiment 212                                                                  | 29 de fevereiro de 1944 | — | —      |
| Heinrich Niemann                  | Heer         | Leutnant da reserva                  | Líder do 3./Pionier-Bataillon 196                                                                      | 30 de abril de 1943     | — | —      |
| Willi Niemann                     | Heer         | Unteroffizier                        | Líder de armas do 9./Artillerie-Regiment 31                                                            | 26 de dezembro de 1944  | — | —      |
| Gerhard Niemeck                   | Heer         | Feldwebel                            | Líder de pelotão no 8./Panzer-Regiment 31                                                              | 14 de março de 1943     | — | —      |
| Ernst Niemeier                    | Heer         | Feldwebel                            | Líder de pelotão no II./Grenadier-Regiment 431                                                         | 18 de fevereiro de 1945 | — | —      |
| Josef Niemietz                    | Heer         | Hauptfeldwebel                       | Líder de pelotão no Stab 3.(Fla)/Panzer-Jäger-Abteilung 332                                            | 24 de julho de 1943     | — |        |
| Peter Nießen                      | Heer         | Leutnant                             | Aide-de-camp in Grenadier-Regiment 979                                                                 | 9 de janeiro de 1945    | — | —      |
| Georg Nietert                     | Heer         | Unteroffizier                        | Líder de armas do 14./Grenadier-Regiment 994                                                           | 10 de fevereiro de 1945 | — | —      |
| Heinrich Nietsche                 | Heer         | Hauptmann                            | Comandante do III./Infanterie-Regiment 105                                                             | 13 de junho de 1941     | — | —      |
| Wilhelm Niggemeyer+               | Heer         | Leutnant da reserva                  | Líder do 2./Pionier-Bataillon 26                                                                       | 18 de setembro de 1942  | 241. Folhas de Carvalho 17 de maio de 1943                                                                            | —      |
| Hans Nilshon                      | Heer         | Major                                | Comandante do III./Artillerie-Regiment 26                                                              | 28 de março de 1945     | — | —      |
| Erhard Nippa                      | Luftwaffe    | Oberleutnant                         | Piloto no 15./Schnellkampfgeschwader 10                                                                | 26 de março de 1944     | — | —      |
| Kurt Nippes                       | Heer         | Leutnant da reserva                  | Líder de pelotão no 1./Sturmgeschütz-Abteilung 276                                                     | 29 de janeiro de 1944*  | Morto em combate 10 de dezembro de 1943                                                                               | —      |
| Alfred Nitsch                     | Luftwaffe    | Oberfeldwebel                        | Piloto no 2.(F)/Aufklärungs-Gruppe 123                                                                 | 21 de junho de 1943     | — | —      |
| Hans-Joachim Nitsch               | Heer         | Leutnant                             | Líder de pelotão no Panzer-Abteilung 118                                                               | 23 de março de 1945     | — | —      |
| Hermann Nitsch                    | Heer         | Obergefreiter                        | Vorgeschobener Beobachter (observador avançado) e radio/wireless operator do 6./Artillerie-Regiment 11 | 17 de abril de 1945     | — | —      |
| Martin Nitsch                     | Heer         | Oberleutnant                         | Líder do 6./Grenadier-Regiment 417                                                                     | 30 de setembro de 1944* | Morto em combate 19 de setembro de 1944                                                                               | —      |
| Robert Nittler                    | Heer         | Leutnant                             | Líder do 3./Grenadier-Regiment 212                                                                     | 20 de janeiro de 1943   | — | —      |
| Karl Noack                        | Heer         | Oberleutnant                         | Chief do 1.(Reiter)/Divisions-Aufklärungs-Abteilung 168                                                | 24 de abril de 1943     | — | —      |
| Karl-Heinz Noak+                  | Heer         | Leutnant                             | Líder de Pelotão do 2./Panzer-Jäger-Abteilung 46                                                       | 5 de agosto de 1940     | 63. Folhas de Carvalho 16 de janeiro de 1942                                                                          | —      |
| Ernst Nobis+                      | Heer         | Hauptmann                            | Comandante do II./Infanterie-Regiment 204                                                              | 21 de janeiro de 1942   | 151st Folhas de Carvalho 5 de dezembro de 1942                                                                        | —      |
| Klaus Nocken                      | Luftwaffe    | Major                                | Gruppenkommandeur do III./Kampfgeschwader 26                                                           | 29 de outubro de 1943   | — | —      |
| Kurt Nöbel                        | Heer         | Obergefreiter                        | Líder de Grupo no 1.(Reiter)/Aufklärungs-Abteilung 7                                                   | 30 de novembro de 1943  | — | —      |
| Friedrich-Karl Nökel              | Heer         | Hauptmann da reserva                 | Líder do II./Panzer-Regiment 31                                                                        | 17 de setembro de 1944  | — | —      |
| Ferdinand Noeldechen              | Heer         | Generalmajor                         | Comandante do 96. Infanterie-Division                                                                  | 8 de junho de 1943      | — | —      |
| Cornelius Noëll                   | Luftwaffe    | Oberleutnant                         | Piloto no 4.(F)/Aufklärungs-Gruppe des OB der Luftwaffe                                                | 22 de outubro de 1941   | — | —      |
| Herbert Nölter                    | Luftwaffe    | Hauptmann                            | Staffelkapitän do 2./Kampfgeschwader 3 "Lützow"                                                        | 5 de setembro de 1944   | — | —      |
| Klaus Nöske                       | Luftwaffe    | Hauptmann                            | Staffelkapitän do 1./Kampfgeschwader 4 "General Wever"                                                 | 16 de maio de 1941      | — | —      |
| Karl Nohr?                        | Heer         | Unteroffizier                        | Líder de Grupo no Stabskompanie/Grenadier-Regiment 453                                                 | 9 de maio de 1945       | — | —      |
| Wilhelm Noller                    | Luftwaffe    | Fahnenjunker-Feldwebel               | Piloto no 2./Schlachtgeschwader 2 "Immelmann"                                                          | 6 de abril de 1944      | — | —      |
| Harro Nolte                       | Heer         | Leutnant da reserva                  | Líder do 4./Grenadier-Regiment 507                                                                     | 4 de outubro de 1944    | — | —      |
| Kurt Nolte                        | Heer         | Hauptmann da reserva                 | Comandante do II./Infanterie-Regiment 213                                                              | 6 de setembro de 1942   | — | —      |
| Walter Nolte                      | Heer         | Hauptmann                            | Comandante do II./Grenadier-Regiment "Jütland"                                                         | 5 de abril de 1945      | — | —      |
| Karl-Gottfried Nordmann+          | Luftwaffe    | Oberleutnant                         | Staffelkapitän do 12./Jagdgeschwader 51                                                                | 1 de agosto de 1941     | 35. Folhas de Carvalho 16 de setembro de 1941                                                                         |        |
| Theodor Nordmann+                 | Luftwaffe    | Leutnant                             | Piloto no 8./Sturzkampfgeschwader 1                                                                    | 17 de setembro de 1941  | 214. Folhas de Carvalho 17 de março de 1943 98. Espadas 17 de setembro de 1944                                        | —      |
| Otto Nordt                        | Kriegsmarine | Kapitänleutnant                      | Chief do 14. Räumbootflottille                                                                         | 6 de setembro de 1944   | — | —      |
| Helmut Normann                    | Heer         | Oberleutnant da reserva              | Líder do 1./Jäger-Regiment 83                                                                          | 23 de fevereiro de 1944 | — | —      |
| Jakob Norz                        | Luftwaffe    | Oberfeldwebel                        | Piloto no 6./Jagdgeschwader 5                                                                          | 26 de março de 1944     | — | —      |
| Rainer Nossek                     | Luftwaffe    | Fahnenjunker-Feldwebel               | Piloto no 10.(Panzer)/Schlachtgeschwader 3                                                             | 29 de outubro de 1944   | — | —      |
| Gustav-Adolf von Nostitz-Wallwitz | Heer         | Oberst                               | Comandante do Panzer-Artillerie-Regiment 89                                                            | 12 de junho de 1944     | — | —      |
| Jürgen von Nottbeck               | Heer         | Hauptmann                            | Comandante do I./Grenadier-Regiment 94                                                                 | 21 de janeiro de 1945   | — | —      |
| Friedrich-Wilhelm von Notz        | Heer         | Oberstleutnant                       | Comandante do Grenadier-Regiment 1233                                                                  | 23 de março de 1945     | — | —      |
| Alfred Nowak                      | Waffen-SS    | SS-Oberscharführer da reserva        | Líder de Pelotão do 3./SS-Reiter-Regiment 1 "Florian Geyer"                                            | 1 de novembro de 1943*  | Morto em combate 13 de setembro de 1943                                                                               | —      |
| Günther Nowak!                    | Hitlerjugend | Hitlerjunge                          | Hitlerjunge in Hindenburg (Upper Silesia)                                                              | 14 de fevereiro de 1945 | — | —      |
| Paul Nowak                        | Heer         | Leutnant da reserva                  | Líder do 1./Grenadier-Regiment 273                                                                     | 10 de setembro de 1944  | — | —      |
| Heinz Nowotnik                    | Waffen-SS    | SS-Untersturmführer da reserva       | Líder do 14.(MG)/SS-Panzergrenadier-Regiment 1 "Leibstandarte SS Adolf Hitler"                         | 14 de maio de 1944      | — | —      |
| Karl Nowotnik                     | Heer         | Sanitätsfeldwebel                    | do Stab/Divisions-Füsilier-Bataillon (A.A.) 212                                                        | 15 de março de 1944     | — | —      |
| Walter Nowotny+                   | Luftwaffe    | Leutnant                             | Piloto no 9./Jagdgeschwader 54                                                                         | 4 de setembro de 1942   | 293. Folhas de Carvalho 4 de setembro de 1943 37th Espadas 22 de setembro de 1943 8th Diamantes 19 de outubro de 1943 | —      |
| Gregor Nowowieski                 | Heer         | Hauptmann                            | Comandante do II./Grenadier-Regiment 695                                                               | 28 de dezembro de 1944  | — | —      |
| Alfred Nuckelt                    | Heer         | Major                                | Commander do Divisions-Füsilier-Bataillon 218                                                          | 10 de setembro de 1944  | — | —      |
| Erich Nürnberger                  | Heer         | Feldwebel                            | Líder de pelotão no 12./Infanterie-Regiment 410                                                        | 4 de dezembro de 1942   | — | —      |
| Carlos Nugent                     | Luftwaffe    | Fahnenjunker-Oberfeldwebel           | Radio operator do I./Nachtjagdgeschwader 2                                                             | 17 de abril de 1945     | — | —      |
| Harald Nugiseks                   | Waffen-SS    | Waffen-Unterscharführer              | Líder de pelotão no 1./SS-Freiwilligen-Grenadier-Regiment 46 (estn. Nr. 2)                             | 9 de abril de 1944      | — | —      |
| Heinrich Nuhn?                    | Heer         | Hauptmann                            | Comandante do Panzer-Pionier-Bataillon do Führer-Grenadier-Division                                    | 9 de abril de 1945      | — | —      |
| Hans Nuhr?                        | Luftwaffe    | Oberfeldwebel                        | Piloto in Schnellkampfgeschwader 210                                                                   | 22 de março de 1944     | — | —      |